# Roseville, Pennsylvania
Roseville är en kommun av typen borough i Tioga County i Pennsylvania. Vid 2010 års folkräkning hade Roseville 189 invånare.